# Проспект Петра Григоренко (Киев)
Проспект Петра Григоренко — улица в Дарницком районе Киева, пролегающая от улицы Тепловозной до проспекта Николая Бажана. Проектное название проспекта – «Магистраль Осокорки —Троещина». Застройка начата в 1992 году. В 2011 году проспект по нечетной стороне продлен для заезда на Дарницкий мост, также осуществляется продление проспекта Григоренко в сторону улицы Коллекторной. В 2012 году будет построена четная сторона проспекта от улицы Анны Ахматовой до съезда с Дарницкого моста. К проспекту примыкают улицы Княжеский Затон, Александра Мишуги и Драгоманова. Проспект назван в честь П. Г. Григоренко — советского генерала, правозащитника, одного из членов-основателей Украинской Хельсинкской группы, эмигрировавшего позднее в США.
На проспекте расположены:
- №26 — супермаркет "Велика Кишеня"
- №40 – гипермаркет "Эпицентр"
- №43 – "МЕТРО"

## Транспорт
- Станция метро «Позняки»

## Почтовый индекс
02068,
02140